# Kamila Chudzik
Kamila Chudzik (née le 12 septembre 1986 à Kielce) est une athlète polonaise, spécialiste de l'heptathlon. Elle appartient au club AZS-AWFiS de Gdańsk.
15e à Pékin avec 6 157 points, elle remporte la médaille de bronze l'année suivante aux Championnats du monde d'athlétisme 2009 à Berlin, notamment grâce à trois records personnels.

## Records personnels
- 200 m : 	24 s 33 (-0.20) 	Berlin 	15/08/2009
- 800 m : 	2 min 17 s 41 	Zielona Góra 	07/06/2008
- 100 m : 	13 s 46 (0.80) 	Zielona Góra 	06/06/2008
- Hauteur :	1,81 m 		Toruń 	09/06/2007
- Longueur : 	6,55 m (0.20) Berlin 	16/08/2009 et 6,55 m 	(1.10) 	Bydgoszcz 	01/08/2009
- Poids : 	15,10 m 		Berlin 	15/08/2009
- Javelot : 	55,15 m 		Zielona Góra 	07/06/2008
- Heptathlon : 	6 494 points à Zielona Góra 	07/06/2008